# Пепца Кардељ
Јожефа Пепца Кардељ (рођ. Мачек; Задоброва, код Љубљане, 20. фебруар 1914 — Љубљана, 15. април 1990) била је учесница Народноослободилачке борбе и друштвено-политичка радница СР Словеније.

## Биографија
Рођена је 20. фебруара 1914. у селу Задоброва, код Љубљане. Завршила је основну школу и нижу гимназију. Њен рођени брат Иван Мачек (1908–1993) се као млади тесарски радник прикључио револуционарном радничком покрету и 1931. постао члан илегалне Комунистичке партије (КПЈ). Ово је значајно утицало на њу да се и она прикључи комунистичком револуционрном покрету и јануара 1935. постане члан КПЈ. 
На Оснивачком конгресу Комунистичке партије Словеније 17. априла 1937. била је једина жена. Тада је изабрана за члана првог Централног комитета КПС, чији је секретар био Франц Лескошек.
Након окупације Југославије, 1941. активно је учествовала у организовању Народноослободилачког покрета (НОП) и раду Ослободилачког фронта Словеније (ОФ). Децембра 1941. године ухапшена је са групом комуниста, међу којима су били – Миха Маринко, Тоне и Вида Томшич. После дужег мучења у италијанској полицији, заједно са ухапшенима је предата Гестапоу, али их је он два месеца касније вратио Италијанима. Војни суд у Љубљани је 16. маја 1942. на порцесу против Тонета Томшича, кога је осудио на смрт, Пепцу осудио на 18 година затвора.
У затвору је остала све до капитулације Краљевине Италије, септембра 1943. године. Тада је са другим политичким затвореницима из Југославије доведена у логор англо-америчке војне управе у Карбонари, код Барија. Овде је остала до јануара 1944. када се вратила у Словенију, где је радила у Централном комитету КП Словеније.
Након Другог светског рата бавила се друштвено-политичким радом и била активна у друштвеним организацијама. Као супруга високог државно-партијског функционера учествовала је у разним протоколарних дужностима приликом иностраних посета и приликом дочека страних гостију. Дуги низ година била је председница Савезног одбора Породица и домаћинство. Била је члан Централног комитета СК Словеније (бирана на Првом, Другом, Трећем и Четвртом конгресу), Извршног одбора Савезног одбора ССРН Словеније, члан Централног већа Савеза синдиката Југославије, Главног одбора СУБНОР Југославије и Савета федерације. Бирана је за посланика Народне скупштине ФНРЈ и Народне скупштине НР Словеније. Имала је чин резервног потпуковника ЈНА.
Од 1939. била је у браку са Едвардом Кардељом (1910–1979), комунистичким револуционарем и после рата високим државним и партијским функционером СФР Југославије. Имали су ћерку Веру и сина Борута (1941–1971), који је био песник.
Умрла је 15. априла 1990. у Љубљани од последица срчаног удара. Њена смрт догодила се између првог и другог круга првих вишепартијских избора у Словенији (8. и 22. април), због чега је била предмет разних контроверзи. У јавности се спекулисало да је извршила самоубиство, а студентски лист Трибун неколико недеља пре њене смрти (26. марта) објавио је њено наводно писмо под називом Народно помирење сад, у коме је критиковала комунистички режим, као и руководство реформисаног Савеза комуниста Словеније.
Сахрањена је на гробљу Жале у Љубљани.
Носилац је Партизанске споменице 1941. и других југословенских одликовања, међу којима су — Орден народног ослобођења, Орден заслуге за народ са златном звездом, Орден братства и јединства са златним венцем и др.